# SM UB-85
SM UB-85 – niemiecki okręt podwodny typu UB III zbudowany w stoczni AG Weser (Werk 285) w Bremie w roku 1917. Okręt został zamówiony 23 września 1916 roku, budowę rozpoczęto 24 stycznia 1917 roku. Zwodowany 26 października 1917 roku, wszedł do służby w Kaiserliche Marine 24 listopada 1917 roku. W czasie swojej służby SM UB-85 odbył 2 patrole, w czasie których nie odniósł żadnego zwycięstwa.

## Budowa
SM UB-85 był kolejnym z typu UB III, który był następcą typu UB II. Był średnim okrętem przeznaczonym do działań przybrzeżnych, o prostej konstrukcji, długości 55,3 metra, wyporności w zanurzeniu 651 ton, zasięgu 9040 Mm przy prędkości 6 węzłów na powierzchni oraz 55 Mm przy prędkości 4 węzłów w zanurzeniu. W typie III poprawiono i zmodernizowano wiele rozwiązań. Zwiększono moc silników Diesla do 1085 KM produkcji MAN SE, silników elektrycznych produkcji Siemens-Schuckert do 780 KM.

## Służba
24 listopada 1917 roku (w dniu przyjęcia okrętu do służby) dowódcą jednostki został mianowany kapitan marynarki (niem. Kapitänleutnant) Günther Krech. 10 lutego 1918 roku jednostka została przydzielona do służby w V Flotylli.
W czasie swojej służby w Cesarskiej Marynarce Wojennej odbył dwa patrole. W czasie drugiego w Kanale Północnym okręt zatonął. Stało się to z powodu niedomknięcia włazu w czasie zanurzania pod ostrzałem brytyjskiego statku pułapki HMS „Coreopsis”. Cała załoga została uratowana i dostała się do niewoli brytyjskiej. Inna wersja wydarzeń została podana przez kapitana Krecha. Według jego relacji okręt został zaatakowany przez potwora morskiego, który tak go uszkodził, że nie mógł się zanurzyć i został zatopiony przez załogę.